# Rajeev Suri
Rajeev Suri (en hindi: राजीव सूरी; nacido en 1967) es el director ejecutivo de Nokia. Antes de la asignación actual en mayo del 2014,  fue el CEO de Nokia Networks desde el 2009 y ocupó varios cargos en Nokia desde 1995. Suri se convirtió en el CEO de Nokia cuando la venta de la división telefónica de Nokia a Microsoft Mobile estuvo finalizado. Tiene un Bachelor de Ingeniería del Instituto Tecnológico Manipal y trabajó para empresas multinacionales en la India y Nigeria antes de unirse a Nokia.

## Primeros años
Nació en Nueva Delhi en 1967, hijo Yashpal y Asha Suri. Su padre era del Punjab pero en 1958 sus padres se habían trasladado de la India a Kuwait, donde su padre, hombre de negocios, tuvo un negocio de importaciones automovilístico y donde Suri fue criado hasta 1985. Hablaba hindi en su hogar, fue a Escuela Comunitaria hindú, Kuwait y aprendió a leer y escribir árabe.
Estudió Comunicaciones e Ingeniería Electrónica en el Instituto Tecnológico Manipal, India, en 1989.

## Carrera
Antes de unirse al grupo de Nokia, Suri había trabajado para Calcom Electronics e International Computers Limited en la India así como para Churchgate Group en Nigeria.
En 1995, Suri se unió a Nokia. Suri fue figura clave en manejar los ingresos de unidades de servicio empresariales del Nokia Siemens Networks haciendóla crecer de menos de un tercio a la mitad. Suri motivó a la compañía para crear un nuevo centro de servicios en la India. Antes de encabezar Service, Suri encabezó las operaciones del Asia-Pacífico de abril del 2007 hasta noviembre del 2007. De 1995 a marzo del 2007, Suri trabajó en varias asignaciones en Nokia Networks en Desarrollo Empresarial, Marketing, Ventas, Estrategia desde la India, Finlandia, el Reino Unido y Singapur.
Suri apoyó a Simon Beresford-Wylie como el CEO de NSN en octubre del 2009, después de que Nokia Networks y Siemens Networks habían sido fusionadas. Se le considera un 'especialista de giro' en los círculos de tecnología globales.
El 23 de noviembre de 2011, Suri anunció que la compañía planea eliminar 17.000 empleos a finales del 2013 para permitir a NSN volver a enfocarse en equipamiento de banda ancha móvil, el segmento de más rápido crecimiento del mercado. Las baja de empleos reduciría la fuerza de trabajo de la compañía en un 23 por ciento de los 74.000. Los cortes seguidos de la compra del NSN por $1.2 mil millones de dólares a la compañía de equipamientos de red móvil Motorola en julio del 2010, el cual añadió personal; y ayudaría la compañía a recortar gastos operativos anuales por $1.35 mil millones para finales del 2013.
El 29 de abril de 2014, Suri fue nombrado CEO de Nokia. Esto fue después de que Nokia volviera a comprar el dominio total de NSN y la división telefónica de Nokia, que había sido vendida a Microsoft Mobile.
Suri es uno de los primeros extraños ejecutivos corporativos que adquirió un puesto tan alto sin perseguir cualquier grado MBA/PG.

## Vida privada
Suri reside en Espoo, Finlandia, sede de Nokia. Su esposa, Nina Alag Suri es la fundadora y CEO de la Investigación ejecutiva empresarial de Nastrac Group. Su hijo menor Anish (18 años) vive en Singapur pero ahora estudia negocio en la Universidad de Edimburgo. Su hijo mayor Ankit (22 años) está estudiando composición de música en Boston en Berklee College of Music. Ha vivido en 7 países que incluyen India, Kuwait, Finlandia, Reino Unido, Nigeria, Alemania y Singapur.
Suri es un entusiasta del entrenamiento físico. Es un amante de la música.